# Weird Scenes Inside the Gold Mine
Weird Scenes Inside the Gold Mine è la seconda compilation dei Doors, pubblicata nel 1972.

## Descrizione
Il nome della raccolta è una citazione del testo di The End, del primo album, The Doors. La raccolta contiene due delle canzoni, Who Scared You e (You Need Meat) Don't Go No Further, che sono lati B di due 45 giri e non appaiono in nessun altro album; successivamente Who Scared You apparirà nel primo cofanetto dei Doors The Doors Box Set del 1997 mentre (You Need Meat) Don't Go No Further verrà inclusa nel cofanetto Perception del 2006 come traccia bonus dell'album L.A. Woman.
La raccolta conquistò il disco d'oro.

## Tracce

### Lato 1
1. Break on Through (To the Other Side)
2. Strange Days
3. Shaman's Blues
4. Love Street
5. Peace Frog/Blue Sunday
6. The Wasp (Texas Radio & the Big Beat)
7. End of the Night
8. Love Her Madly
9. Spanish Caravan
10. Ship of Fools
11. The Spy
12. The End

### Lato 2
1. Take It As It Comes
2. Running Blue
3. L.A. Woman
4. Five to One
5. Who Scared You
6. (You Need Meat) Don't Go No Further
7. Riders on the Storm
8. Maggie McGill
9. Horse Latitudes
10. When the Music's Over

## Formazione
- Jim Morrison – voce
- Ray Manzarek – organo, pianoforte, tastiera, basso
- John Densmore – batteria
- Robby Krieger – chitarra

## Classifica
- Billboard Music Charts (Nord America)

### Album
| Anno | Chart      | Posizione |
| ---- | ---------- | --------- |
| 1972 | Pop Albums | 55        |